# كيريل كرافتسوف
كيريل كرافتسوف (بالروسية: Кирилл Сергеевич Кравцов)‏ هو لاعب كرة قدم روسي في مركز الوسط، ولد في 14 يونيو 2002 في سانت بطرسبرغ في روسيا. لعب مع زينيت سانت بطرسبرغ.

## وصلات خارجية
- كيريل كرافتسوف على موقع الاتحاد الأوربي (الإنجليزية)
- كيريل كرافتسوف على موقع قاعدة بيانات كرة القدم.إي يو (الإنجليزية)
- كيريل كرافتسوف على موقع Soccerway.com (الإنجليزية)
- كيريل كرافتسوف على موقع عالم كرة القدم.نت (الإنجليزية)